# クオリティ・バイ・デザイン
クオリティ・バイ・デザイン（英: Quality by Design、QbD、設計による品質）とは、品質の専門家であるジョセフ・M・ジュランが出版物で最初に提唱した概念であり、とりわけ『Juran on Quality by Design』で注目された。品質と革新のための設計はジュラン三部作の3つの普遍的なプロセスの1つであり、ジュランは新しい製品、サービス、およびプロセスでブレークスルーを達成するために必要なことを説明している。ジュランは、品質は計画できると信じ、品質の危機や問題の多くは、品質の計画方法に関係していると考えていた。
クオリティ・バイ・デザインの原則は、産業界、特に自動車産業で製品やプロセスの品質を向上させるために用いられているうえ、米国食品医薬品局（FDA）でも医薬品の発見、開発、製造のために採用されている。

## ジュランのクオリティ・バイ・デザイン
ジュラン三部作では、「品質」という言葉には2つの意味があると定義している。第1に、顧客満足を生み出す機能の存在、第2に、それらの機能の信頼性である。機能の障害は不満を生み出すので、障害の除去が品質向上の目的であり、機能の作成がクオリティ・バイ・デザインの目的である。ジュランのプロセスは、顧客のニーズを理解して、それに応える機能を作り出すことを目指している。これらは顧客主導の機能である。すべての機能の合計が新しい製品、サービス、プロセスである。
クオリティ・バイ・デザインのモデルは、次のステップで構成される。
1. プロジェクトの設計対象と目標を設定する。
2. 対象となる市場や顧客を定義する。
3. 市場、顧客、社会的ニーズを発見する。
4. ニーズを満たす新しい設計の機能を開発する。
5. その機能を実現するためのプロセスを開発または再開発する。
6. 新しい設計を運用に移せるように、プロセス制御を開発する[7]。

これは、6シグマのための設計のような統計的設計手法ではない。

### 統合プランニング
統合プランニングでは、機会の定義から顧客の購入、使用、サービス、および他の人への推奨に至るまで、新製品の総合的な成功に対する唯一の責任を持つリーダーが率いるチームが必要である。このチームリーダーは、上級管理職に直接報告するか、チームリーダーが上級管理職になることもある。各チームメンバーの仕事は、新製品を成功させることである。
組織的な統合に加えて、成功するチームは、測定可能で組織に承認された製品の共通目標を明確に表現することから始める必要がある。これらの目標は、少なくとも以下のような要素に及んでいる必要がある。
- 新製品が対象とする顧客または顧客セグメント
- 相対的および絶対的な品質目標
- 初期および長期的に生み出される売上高または収益量
- 主要な競合他社と比較した市場シェア、浸透度、売上高
- 発売日

チームは構造化されたプロセスに従う。この構造は、新製品を立ち上げる際のすべての参加者に共通の枠組みであり、成功を確実にするのに役立つ。

### 顧客視点での最適化
クオリティ・バイ・デザインは、顧客に始まり、顧客に終わる。すべての新製品の導入には、ある程度のトレードオフ（妥協）が伴う。複数の顧客がいる場合、ニーズが相反することがある。同じ顧客でもニーズが競合する場合がある。容量と速度は運用コストと競合する。容量は速度と競合することがある。柔軟性と機能が豊富な製品では、使いやすさが低下する可能性がある。
クオリティ・バイ・デザインは、これらのトレードオフを明確にして顧客に最適なものにするための、さまざまなツールと方法を提供する。それらのツールには、高度に数学的なものや、顧客の行動に関係しているものもある。クオリティ・バイ・デザインでは、機能的な設計、製品の特徴と目標、および生産設計に対する創造的なアプローチに強い期待を置いている。

### 変動の管理および運用への移行
クオリティ・バイ・デザインでは、変動を事前に制御するため最新のツールを導入する。これらのツールと手法は、履歴データ、テスト、およびモデリングを用いて、存在する変動を測定および理解することから始まり、標準的な統計手法を使用して、変動による悪影響を予測、分析、および排除するのに役立つ。プロセス制御は、次の3つの基本的な活動で構成される。
1. プロセスの実際のパフォーマンスを評価する
2. 実際のパフォーマンスを目標と比較する
3. 差異へ対処する[7]

クオリティ・バイ・デザインプロセスの最終的な活動は、計画を実行し、移管が行われたことの検証である。

## 医薬品でのクオリティ・バイ・デザイン
米国食品医薬品局（FDA）の義務は「21世紀の医薬品品質: リスクベースのアプローチ」という報告書の中に記載されている。過去数年間、FDAはQbDの概念を市販前のプロセスに導入している。この概念の焦点は、製品の製造に伴うリスクとそれらのリスクを軽減する最善の方法の知識とともに、製品とその開発・製造プロセスを理解した上で、品質を製品に組み込むことにある。これは、各社が1990年代までに行ってきた「QCによる品質」（または「設計後の品質」）アプローチの後継である。
バイオテクノロジー製品部（Office of Biotechnology Products、OBP)）に起点を置くQbDイニシアチブは、製品の製造性を高めつつ、製品の有効性と安全性プロファイルを最大化する製品およびプロセスの設計を促進するために、医薬品開発に関するガイダンスを提供している。

### FDAにおけるQbD活動
以下の活動はQbDの実施をガイドしている。
- FDAの新薬品質評価部（Office of New Drug Quality Assessment、ONDQA）では、製品とプロセスの理解を応用した、新しいリスクベースの医薬品品質評価システム（PQAS）が設立された。
- 製薬業界の製造業者が新薬申請（NDA）のために、QbD原則、製品知識、およびプロセス理解を示す情報を提出できるようにパイロットプログラムの実施。2006年、メルク社のシタグリプチンがこのような申請に基づいて承認された最初の製品となった[13]。
- 医薬品評価研究センター（CDER（英語版））の後発医薬品部（Office of Generic Drugs）では、質問ベースレビュー（Question-based Review、QbR）プロセスが実施された。
- CDERの法規制遵守部（Office of Compliance）は、承認前の検査プロセスを最適化して商業プロセスの実現性可能性を評価したり、ICH Q10ライフサイクル品質システムに準拠してライフサイクル全体でプロセス制御の状態が維持されているかどうかを判断することで、QbDイニシアチブを補完する役割を果たしている。
- 生物学的製剤認可申請（英語版）（Biologic License Application、BLA）の最初のQbD承認（デザインスペースを含む）はGazyva（ロシュ社）である[14]。

QbDによってより優れた設計予測が可能になる一方、工業規模の拡大と商業的製造の経験によって、プロセスとそこで使用される原材料に関する知識を獲得できるという認識もある。FDAが2011年1月に発表したプロセスバリデーションガイダンスでは、企業は得られた知識から継続的に利益を獲得し、製造上の問題の根本原因を確実に修正するための適応を行うことで、プロセスのライフサイクル全体を通じて継続的に改善する必要があると述べている。

### ICH活動
FDAは、欧州連合（欧州医薬品庁、EMA）および日本（厚生労働省）の規制当局と協力して、医薬品規制調和国際会議（ICH）を通じて、クオリティ・バイ・デザインの目標を推進してきた。ICHガイドラインQ8からQ11は、これらの統一された勧告を要約したもので、製造業者が自らの業務にクオリティ・バイ・デザインを導入するためのいくつかの支援を提供している。ICHガイドラインQ8は、QbDに基づく製剤開発について記述したもので、2004年に初版が発行され、その後2008年に改訂された（Q8(R2)）。ICHガイドラインQ9は品質リスクマネジメント計画について、Q10は医薬品品質システムについて、Q11は生物学的製剤を含む活性薬理物質の開発について言及している。
2017年11月、ICHは、ガイドラインQ10で最初に定義された製品ライフサイクル管理計画の推奨事項を拡張するため、ガイドラインQ12を公開協議のために発行した。ICHによると、ガイドラインQ13は、継続的な医薬品製造に対応するために従来のガイドラインを拡張し、同Q2（分析法バリデーション）はQ2(R2)/Q14に改訂および拡張され、設計による分析品質（Analytical Quality by Design、AQbD）を含むようになるとされる。
ICH運営委員会は年に2回開催され、取組みの進捗を議論する。この実践的な情報は、品質リスクマネジメントと知識マネジメントを使用して、プロセス制御と製品品質を維持するライフサイクル適応を確実にするのに役立つはずである。

## 参照項目
- 研究室の品質管理（英語版）
- 品質管理
- International Society for Quality Electronic Design（英語版）(英語版は削除済)

## 推薦文献
- Joseph M. Juran, a perspective on past contributions and future impact, Quality and Reliability Engineering International, Vol. 23, pp. 653–663, 2007 by Godfrey, A.B. and Kenett, R.S.[22]
- Quality by Design Applications in Biosimilar Technological Products, ACQUAL, Accreditation and Quality Assurance, Springer Verlag, Vol. 13, No 12, pp. 681–690, 2008 by Kenett R.S. and Kenett D.A.[23]